# Blinding Lights
"Blinding Lights" er en sang af den canadiske singer-songwriter the Weeknd. Sangen blev udgivet den 29. november 2019 gennem XO og Republic Records. Sangen er tillige indeholdt på albummet After Hours, der blev udgivet i marts 2020. Sangen er skrevet og produceret af the Weeknd, Max Martin og Oscar Holter. De canadiske musikere Belly og DaHeala er tillige krediteret.
"Blinding Lights" nåede nr. 1 på Canadian Hot 100 og lå nå 1. fire uger på den amerikanske Hot 100. Det er den første sang, der har ligget blandt de ti højest placerede sange på Hot 100 i et helt år, og den første sang, der har ligget på Hot 100 i 90 uger i alt. Den gled ud af Hot 100 den 11. september 2021. Sang har også ligget nr. 1 i Storbritannien og i 36 andre lande. Billboard kåere i november 2021 sangen som "Greatest Hot 100 Hit of All Time".